# Basquetebol nos Jogos Europeus de 2019
As competições de basquetebol nos Jogos Europeus de 2019 foram disputadas na Arena Palova, em Minsk, na Bielorrússia, entre 21 a 24 de junho  de 2019. A competição aconteceu no formato 3x3 em meia quadra, tanto o torneio masculino quanto o feminino foi composto por dezesseis equipes. Cada equipe foi composta por quatro jogadores, dos quais três podiam comparecer em quadra a qualquer momento.

## Calendário
| Junho       | 21 | 22 | 23 | 24 | 25 | 26 | 27 | 28 | 29 | 30 |
| ----------- | -- | -- | -- | -- | -- | -- | -- | -- | -- | -- |
| Basquetebol | ●  | ●  | ●  | 2  |    |    |    |    |    |    |

|  | Dia de competição |  | Dia de final |

## Qualificação
Cada CON pode inscrever uma equipe masculina com quatro jogadores e uma equipe feminina com quatro jogadores. O país anfitrião se classificou automaticamente em cada torneio, assim como as outras quinze melhores equipes do Ranking Mundial da Federação 3x3 da FIBA.

### Equipes qualificadas
| Qualificação     | Data                  | Masculino | Feminino |
| ---------------- | --------------------- | --- | --- |
| País anfitrião   | –                     | Bielorrússia | Bielorrússia |
| Ranking FIBA 3x3 | 1 de novembro de 2018 | Sérvia · Rússia · Letônia · Eslovênia · Ucrânia · Lituânia · Países Baixos · Polónia · Estónia · Roménia · França · Chéquia · Turquia · Itália · Andorra | Ucrânia · França · Rússia · Andorra · Países Baixos · Hungria · Roménia · Itália · Chéquia · Suíça · Letônia · Espanha · Estónia · Alemanha · Sérvia |
| Total            | Total                 | 16 | 16 |

## Medalhistas
| Evento             | Ouro                                                                           | Prata                                                                       | Bronze                                                                                    |
| ------------------ | ------------------------------------------------------------------------------ | --------------------------------------------------------------------------- | ----------------------------------------------------------------------------------------- |
| Masculino detalhes | RUS Rússia Ilia Karpenkov Kiril Pisklov Stanislav Sharov Alexei Zherdev        | LAT Letônia Armands Ginters Roberts Pāže Armands Seņkāns Mārtiņš Šteinbergs | BLR Bielorrússia Maxim Liutych Mikita Meshcharakou Andrei Rahozenka Siarhei Vabishchevich |
| Feminino detalhes  | FRA França Mousdandy Djaldi-Tabdi Caroline Hériaud Assitan Koné Johanna Tayeau | EST Estônia Merike Anderson Kadri-Ann Lass Annika Köster Janne Pulk         | BLR Bielorrússia Natalia Dashkevich Maryna Ivashchnka Daria Mahalias Anastasiya Sushczyk  |

## Quadro de medalhas
| Ordem | País             | Medalha de ouro | Medalha de prata | Medalha de bronze | Total |
| ----- | ---------------- | --------------- | ---------------- | ----------------- | ----- |
| 1     | FRA França       | 1               |                  |                   | 1     |
|       | RUS Rússia       | 1               |                  |                   | 1     |
| 3     | EST Estônia      |                 | 1                |                   | 1     |
|       | LAT Letônia      |                 | 1                |                   | 1     |
| 5     | BLR Bielorrússia |                 |                  | 2                 | 2     |
| TOTAL | TOTAL            | 2               | 2                | 2                 | 6     |